# Atalanta
Atalanta (în greacă veche Άταλάντη, Atalantē) este un personaj feminin din mitologia greacă. Miturile legate de ea pun accent pe calitățile sale de vânător, ceea ce era ceva ieșit din comun în societatea Greciei antice, dar și pe virginitatea sa (ea refuză să se căsătorească cu eroul Meleagru, deși acesta o iubea cu înflăcărare).
Potrivit lui Pseudo-Apollodorus⁠(fr)[traduceți], Atalanta era fiica lui Iasus, fiul lui Lycurgus, și a Clymenei, fiica lui Minyas. Este menționată, de asemenea, ca fiind fiica lui Mainalos sau a lui Schoeneus (conform lui Hyginus), a unui boeotian (conform lui Hesiod) sau a unei prințese arcadiane. Bibliotheca⁠(en)[traduceți] lui Pseudo-Apollodorus este singura sursă care oferă o notă despre nașterea și educația Atalantei. Regele Iasus a vrut un fiu; când s-a născut Atalanta, a lăsat-o pe un vârf de munte ca să moară. Unele povești spun că o ursoaică a alăptat-o și a îngrijit-o pe Atalanta până când aceasta a fost găsită de niște vânători, iar ea a învățat să lupte și să vâneze ca un urs. Ulterior, ea l-a regăsit pe tatăl ei. 
După ce a crescut în sălbăticie, Atalanta a devenit un vânător iscusit. Ea a depus un jurământ de castitate pentru zeița Artemis și a ucis doi centauri, Hylaeus și Rhoecus, care încercaseră să o răpească. 

## Vânătoarea din Calidon
Când zeița Artemis a fost uitată la un sacrificiu oficiat de către regele Oineus, ea s-a înfuriată și a trimis „mistrețul calidonian”, o fiară care a devastat pământul, a ucis vitele și a împiedicat însămânțarea culturilor. Atalanta s-a alăturat lui Meleagru și multor altor eroi faimoși, în acțiunea care a rămas cunoscută în mitologie ca „Vânătoarea din Calidon”, pentru a prinde și ucide mistrețul trimis de Artemis. Mulți dintre bărbații participanți la acea vânătoare erau nemulțumiți de faptul că o femeie li se alătura, dar Meleagru a lăudat-o pe Atalanta pentru iscusința ei în vânarea animalelor sălbatice și astfel i-a convins și pe ceilalți să o includă în ceata lor. Câțiva bărbați au fost uciși înainte ca Atalanta să reușească prima să rănească mistrețul cu o săgeată bine țintită. După ce Meleagru a ucis mistrețul, dându-i lovitura fatală cu sulița, a oferit pielea acestuia, ca trofeu, Atalantei, considerând că ea avusese principalul merit în răpunerea fiarei. Dar Plexippus, fratele lui Althaea (mama lui Meleagru) a fost jignit de acest fapt, considerând că și el contribuise la uciderea mistrețului și a smuls trofeul din mâna Atalantei. Meleagru a ripostat și în încăierarea care a urmat, l-a ucis pe unchiul său, Plexippus. Acest fapt a dus ulterior la izbucnirea războiului dintre etolieni și cureți, terminat cu moartea lui Meleagru.

## Participarea la expediția argonauților
Atunci când Iason i-a chemat pe cei mai importanți eroi din Grecia să participe la expediția de căutare a „Lânii de Aur”, Atalanta s-a oferit și ea să participe la această expediție. Dar Iason, temându-se de tulburările pe care le-ar fi iscat prezența unei femei la bordul corabiei Argos, a refuzat-o, cu părere de rău.

## Galerie

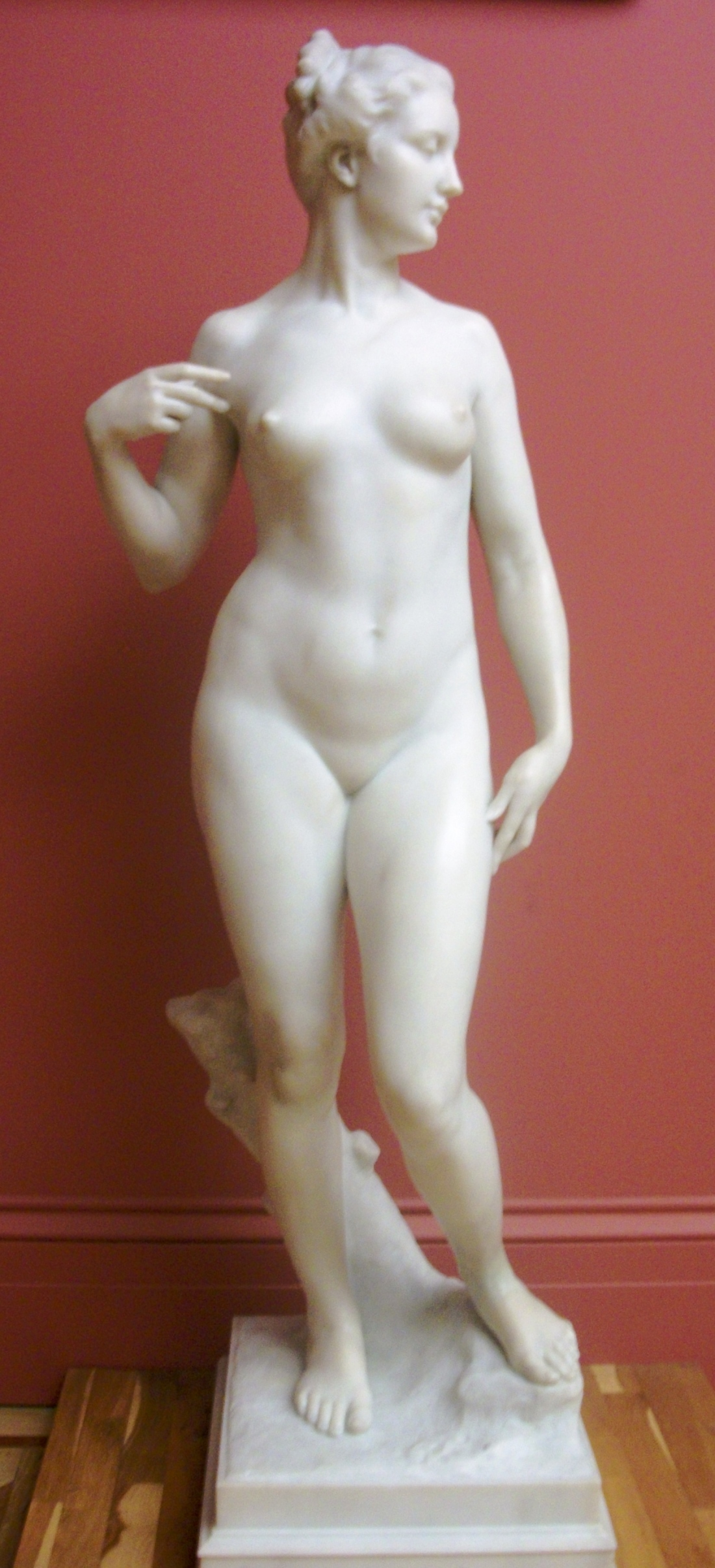
Atalanta - sculptură de Francis Derwent Wood
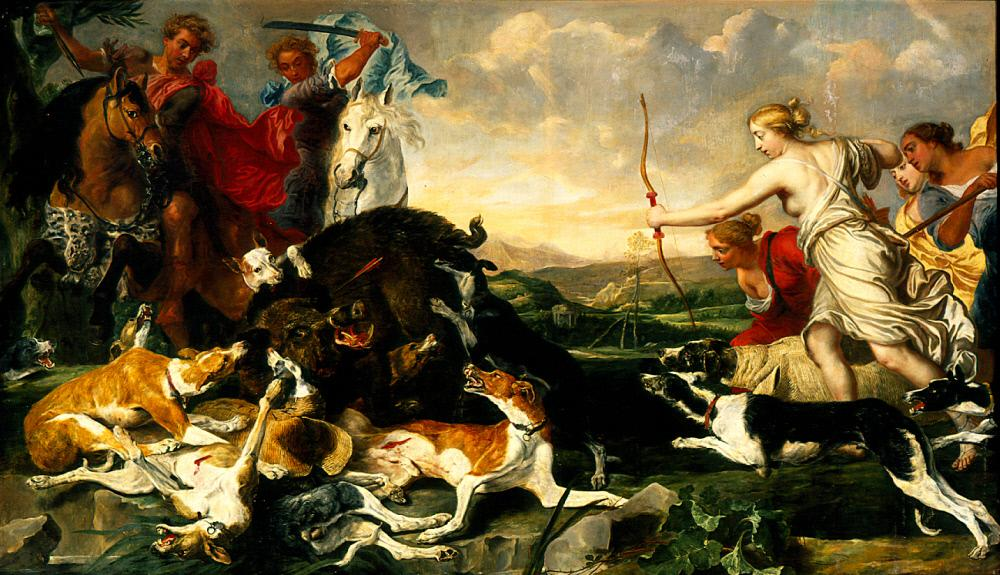
Atalanta și Meleagru - vânătoarea din Calidon
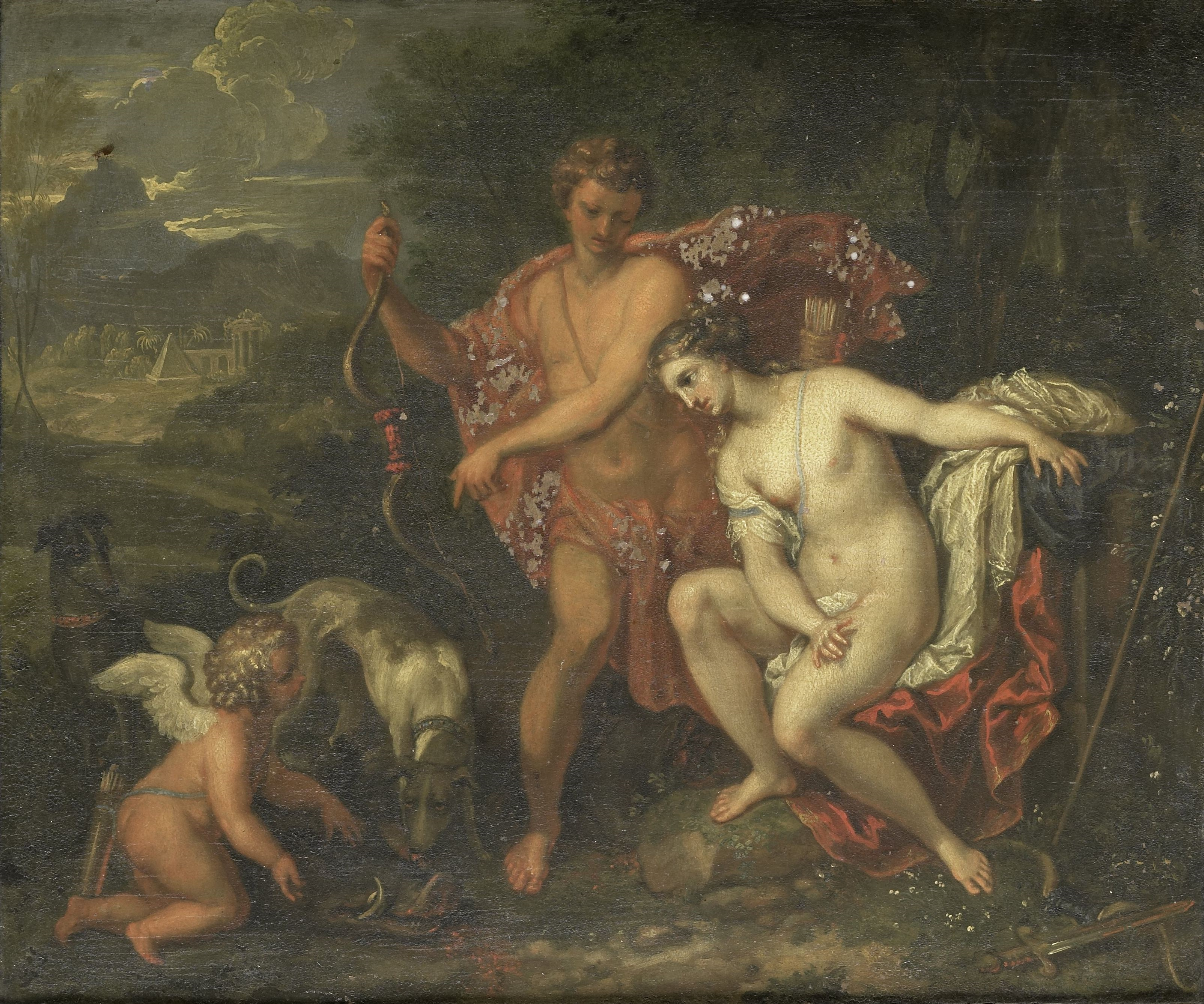
Meleagru și Atalanta
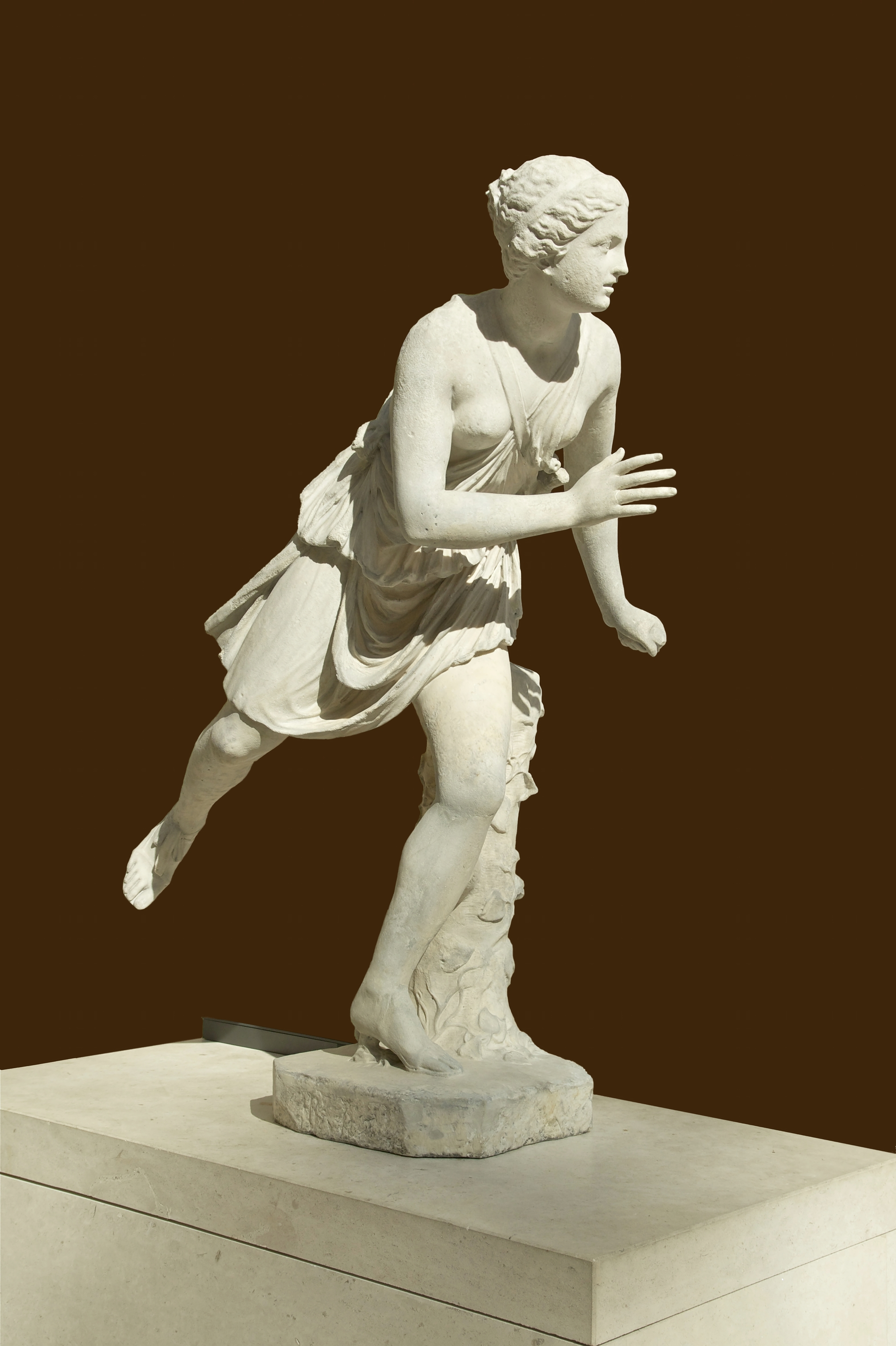
Atalanta - sculptură de Pierre Lepautre
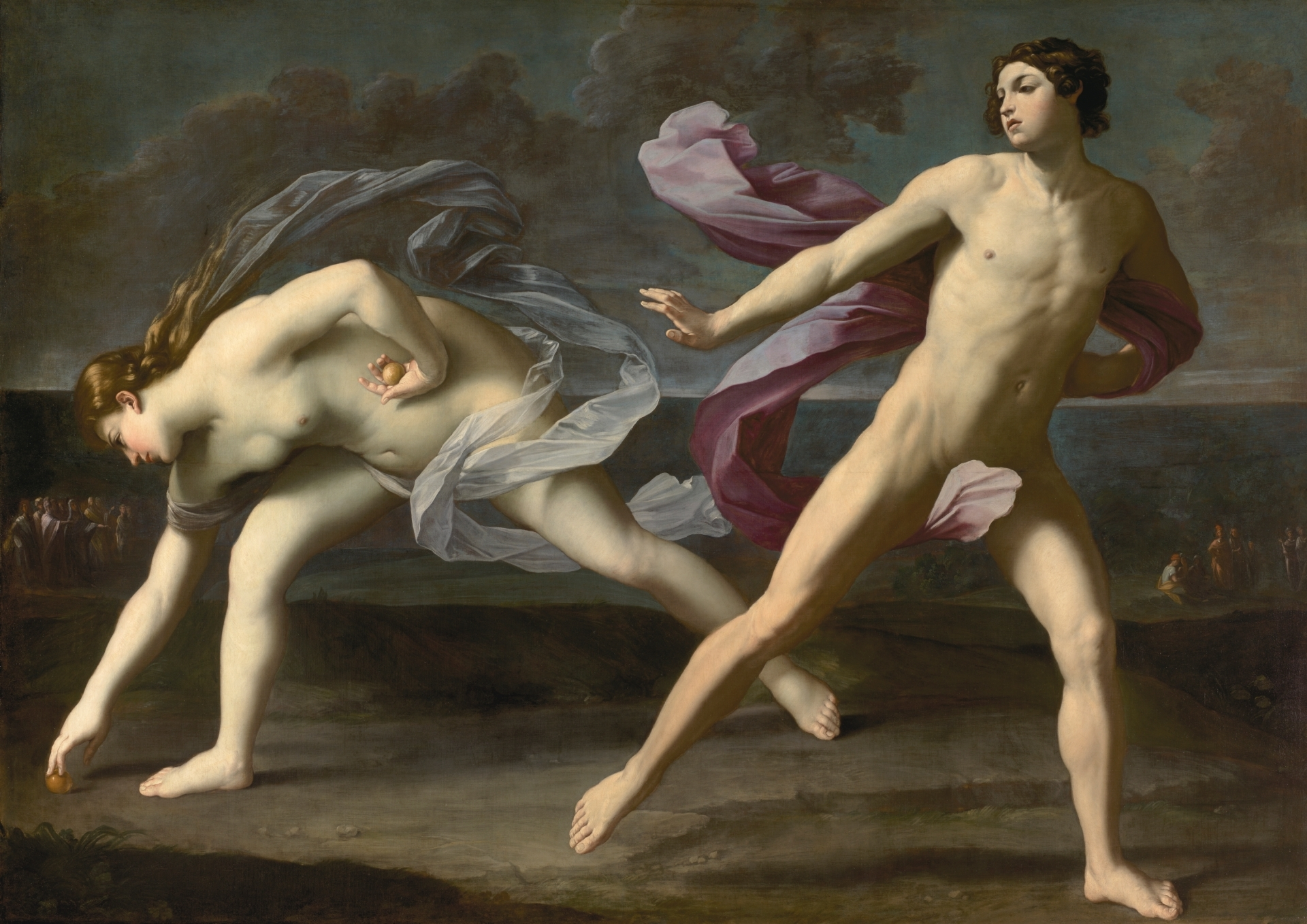
Atalanta și Hippomenes - pictură de Guido Reni
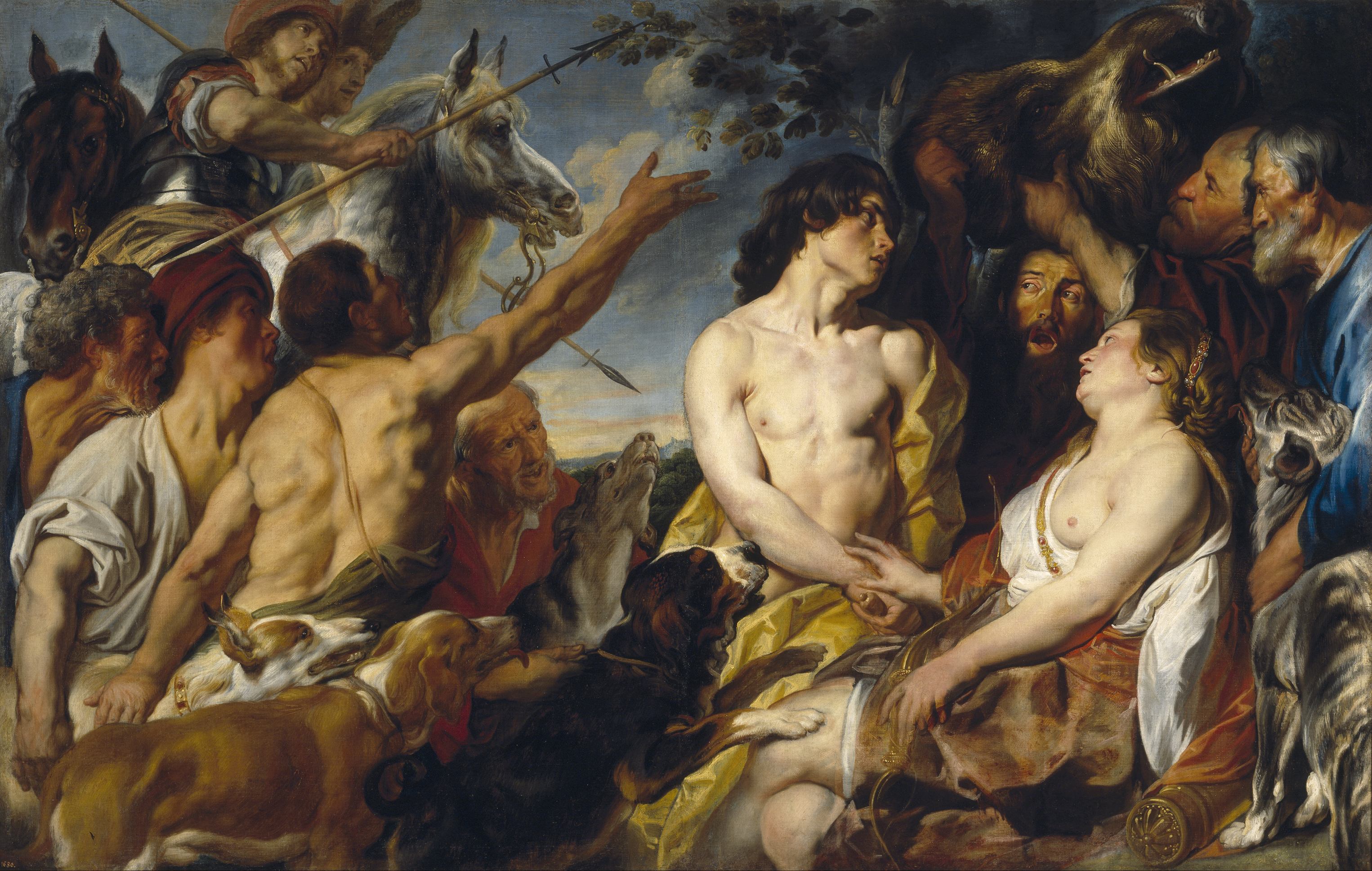
Meleagru și Atalanta - pictură de Jacob Jordaens